# NGC 4840
NGC 4840 (другие обозначения — MCG 5-31-29, ZWG 160.42, DRCG 27-46, PGC 44324) — эллиптическая галактика (E1) в созвездии Волосы Вероники.
Этот объект входит в число перечисленных в оригинальной редакции «Нового общего каталога».